# محطة قطار موزاية
محطة موزاية هي محطة قطار جزائرية تقع في بلدية موزاية ، ولاية البليدة .

## موقع في السكك الحديدية
تَقع المحطة على خط الجزائر-وهران ، بين محطتي الشفة والعفرون .

## خِدمة الركاب

### خدمة
تخدم محطة موزاية قطارات شبكة السكك الحديدية الضواحي في الجزائر العاصمة والتي توفر رابط الجزائر - العفرون .

## أٌنظر أيضا

### مَقالات ذات صلة
- خط من الجزائر إلى وهران
- قائمة محطات القطارات في الجزائر
- شبكة السكك الحديدية الضواحي في الجزائر

- "SNTF". Société nationale des transports ferroviaires (SNTF). مؤرشف من الأصل في 2025-06-30..